# Doom (2016)
Doom (auch DOOM, ehemals Doom 4) ist ein Ego-Shooter, der von id Software entwickelt und am 13. Mai 2016 veröffentlicht wurde. Das Spiel ist ein Reboot der klassischen und gleichnamigen Spielserie Doom und erschien für Windows, PlayStation 4, Xbox One, Nintendo Switch und Google Stadia.
Mit Doom Eternal erschien 2020 ein Nachfolger.

## Handlung
Die Einzelspieler-Kampagne von Doom spielt in der Zukunft auf dem Planeten Mars, wo die Union Aerospace Corporation (UAC) verschiedene Forschungseinrichtungen unterhält. Wissenschaftlicher Leiter ist Dr. Samuel Hayden, der als Cyborg ein leidenschaftlicher Verfechter des technischen Fortschritts ist. Bei Experimenten entdecken die UAC-Wissenschaftler eine andere Dimension, bei der es sich um die Hölle handelt. Dort stoßen sie auf eine augenscheinlich unerschöpfliche Energiequelle namens Argent, die alle Energieprobleme der Menschheit lösen könnte. Außerdem entdecken sie in einem Sarkophag einen legendären Krieger, der sich in einem todesähnlichen Schlafzustand befindet. Zum Zweck der weiteren Erforschung werden sein Körper und die umgebenden Artefakte in eine UAC-Einrichtung gebracht. Haydens Mitarbeiterin Dr. Olivia Pierce verfällt bei der Erkundung der Höllendimension immer mehr dem dämonischen Einfluss und beginnt, einen satanistischen Kult innerhalb der UAC einzurichten. Hayden lässt sie zunächst gewähren, um die Fortschritte bei der Nutzung der Argent-Energie nicht zu gefährden. Als Olivia Pierce ein Portal zur Höllendimension öffnet, kommt es zur Katastrophe und die Höllenkreaturen überrennen die Forschungseinrichtungen auf dem Mars. Um bei den darauf folgenden Kämpfen wieder die Oberhand zu bekommen, lässt Hayden den in Stasis befindlichen legendären Krieger wiedererwecken. In der Rolle dieses Kriegers macht sich der Spieler auf, die Dämonen zu töten und das Portal zur Hölle wieder zu schließen.

## Spielprinzip

### Einzelspieler-Modus
Im Gegensatz zu aktuellen Ego-Shootern verzichtet Doom auf die automatische Regeneration von Lebensenergie. Wie in den bisherigen Teilen sammelt der Spieler Waffen, Munition, Heilung und Power-ups auf. Alle Waffen haben einen sekundären Schussmodus, das Nachladen der Waffen entfällt. Im Einzelspielermodus ist es zudem möglich, sämtliche aufgesammelten Waffen dauerhaft im Inventar zu behalten.
Die Anleihen an die klassischen Spiele der Serie werden mit modernen Spielelementen ergänzt. Eine Neuerung sind Finishing Moves (sog. „Glory Kills“), die es ermöglichen, durch Beschuss geschwächte Monster mit Nahkampfangriffen zu töten. Durch ein „Runen“-System können bestimmte Eigenschaften der Spielfigur, wie Lebensenergie oder Bewegungsgeschwindigkeit, erhöht werden. Dazu müssen Herausforderungen im Spiel gemeistert werden, bis zu drei dadurch erworbene Runen können im Anschluss ausgerüstet werden und verstärken den Spieler permanent.

### Mehrspieler-Modus
Der Mehrspieler-Modus wird in sechs verschiedenen Modi 6 gegen 6 ausgetragen.
- Domination
- Team Deathmatch
- Clan Arena: Team Deathmatch ohne Respawn
- Soul Harvest: Beim Töten eines Gegners kann dessen „Seele“ eingesammelt werden.
- Freeze Tag: Durch Beschuss werden Gegner eingefroren, Mitspieler können diese wieder befreien. Ist ein Team komplett eingefroren, verliert es die Runde.
- Kriegspfad: Variante von King of the Hill, die Spielzone wandert

Bei Veröffentlichung enthielt Doom neun Mehrspieler-Level. Weitere Level wurden mit herunterladbaren Erweiterungen veröffentlicht.

## Entwicklung

### AlsDoom 4
Doom wurde erstmals im Mai 2008 unter dem Titel Doom 4 offiziell angekündigt, zu diesem Zeitpunkt sollte Doom für PC, PlayStation 3 und Xbox 360 erscheinen. Im August 2010 äußerte John Carmack gegenüber dem PlayStation Magazin UK, dass die Entwicklung „weit fortgeschritten“ sei und die Fertigstellung „nicht so lange […] wie Rage“ dauern würde. Nachdem Mitte 2012 erste Vermutungen aufkamen, dass Doom nicht mehr auf der damals aktuellen Konsolengeneration erscheinen, sondern direkt für die nächste Generation an Spielekonsolen entwickelt würde gab Publisher Bethesda Softworks im Frühjahr 2013 bekannt, dass die Entwicklung des Spiels bereits Ende 2011 abgebrochen wurde und seitdem an einer vollständigen Neuentwicklung gearbeitet wurde. Im August desselben Jahres äußerte sich Entwickler Tim Willits in einem Interview mit IGN zum Neustart der Entwicklung:

„Es war nicht nur eine Sache. Es war nicht so, dass die Optik schlecht war oder die Programmierung. […] Jedes Spiel hat einen gewissen ‚Geist‘. […] Und Doom hatte diesen Geist nicht. Es hatte keine Seele, es hatte keine Persönlichkeit. Es hatte eine gewisse Schizophrenie, eine Identitätskrise. Es hatte nicht die Leidenschaft und die Seele, die ein Spiel von id Software kennzeichnen.“

### AlsDoom
Im Februar 2014 kündigte Publisher Bethesda im Rahmen einer Trailer-Veröffentlichung für Wolfenstein: The New Order das Spiel unter dem Namen Doom offiziell an. Gleichzeitig wurde ein erstes Betatest-Programm angekündigt, bei dem Vorbesteller von Wolfenstein: The New Order einen exklusiven Zugang zu einem geschlossenen Betatest erhalten sollten. Ein erster Trailer wurde auf der E3 2014 gezeigt, ein weiterer Trailer auf der Quakecon im selben Jahr.
Im Rahmen der Quakecon wurde auch bekanntgegeben, dass sich Doom wieder mehr am Serienstart orientieren, und gezielt auf Elemente aktueller Shooter, wie dem automatischen Auffüllen von Lebensenergie, verzichten solle. Gleichsam wurde eine explizite Gewaltdarstellung, unter anderem mit Finishing Moves, sowie klassische Waffen der Doom-Serie angekündigt. Auf die extreme Gewaltdarstellung angesprochen, äußerte sich Peter Hines dem Polygon-Spielemagazin gegenüber, dass Doom, wenn man nicht auf „gewalttätige, blutige Spiele stehe“, vermutlich nichts für einen sei. Der Einzelspieler-Modus wurde am 27. März 2016 der Öffentlichkeit offiziell in einem gut einstündigen Livestream der Entwickler auf Twitch vorgestellt. Rund einen Tag vorher erschien jedoch ein Leak auf dem Social-News-Aggregator Reddit unter dem Titel „Doom 4: Fight Like Hell“.

### Offene Beta
Im April 2016 startete eine fünftägige offene Betaphase über die Spiele-Vertriebsplattform Steam, in der Teilnehmer den Mehrspieler-Modus in den Varianten Deathmatch und „Kriegspfad“ auf zwei Maps testen konnten.
Das Feedback der Community fiel durchwachsen aus: PC-Spieler kritisierten vor allem die Begrenzung der Bildwiederholfrequenz (sog. „Framelock“) auf 30 Bilder pro Sekunde, mangelnde Grafikoptionen und ein fehlendes „Doom-Feeling“. Demgegenüber fielen die Stimmen aus den Reihen der Konsolenspieler überwiegend positiv aus. Als Konsequenz aus der Beta kündigte Bethesda an, den Framelock aufzuheben und weitere Grafikeinstellungen für PC-Spieler einzufügen.

### Reminiszenzen an die Vorgängerspiele
Im Spiel wird an verschiedenen Stellen auf die Vorgänger der Serie angespielt. So ist in der Kampagne in jedem Level ein Hebel versteckt, der ein Easter Egg in Form eines Bonuslevels öffnet. Dabei handelt es sich um Original-Level aus Doom und Doom 2, die zunächst teilweise im regulären Einzelspieler, später über das Hauptmenü als kompletter Level gespielt werden können. In den „Retro-Leveln“ werden Waffen und Gegner in der aktuellen Engine dargestellt, jedoch Original-Texturen im Leveldesign verwendet und aufsammelbare Gegenstände als zweidimensionale Sprites dargestellt.

## Veröffentlichung
Doom wurde in Deutschland ungeschnitten veröffentlicht. Aufgrund der expliziten Gewaltdarstellung wurde dem Spiel von der Unterhaltungssoftware Selbstkontrolle keine Jugendfreigabe (USK 18) erteilt. Über eine Twitter-Umfrage, an der über 60.000 Personen teilnahmen, wurde ein Wendecover-Entwurf gewählt, der sich an die Titelgrafik des Vorgängers von 1993 anlehnt. Vorangegangen waren Beschwerden der Community, das bisherige Cover sei generisch und nicht typisch für Doom.
Das Spiel erschien außerdem in einer Collector’s Edition, der eine Figur des Revenant, eines skelettartigen Monsters aus dem Spiel, beilag. Das Artbook zum Spiel erschien auf Englisch im Dark-Horse-Books-Verlag unter dem Titel The Art of DOOM im Juni 2016.
Am 14. September 2017 wurde bei einer Nintendo Direct die Veröffentlichung von Doom für Nintendo Switch im 4. Quartal 2017 angekündigt. Es erschien am 10. November 2017.

## Erweiterungen
Bethesda kündigte für die Zeit nach Veröffentlichung von Doom drei kostenpflichtige Downloaderweiterungen und ein „Season Pass“, der alle DLCs enthält, an. Mit den herunterladbaren Inhalten sollte der Mehrspieler-Modus durch mehr Karten, Waffen, Ausrüstungsgegenstände, spielbare Dämonen und Individualisierungsoptionen erweitert werden. Zusätzlich konnten Spieler über den Editor SnapMap eigene Karten erstellen und untereinander austauschen. Im Juli 2016 erschien mit „Unto the Evil“ (dt.: Wider das Böse) die erste Erweiterung, die das Hauptspiel durch drei Mehrspieler-Karten sowie durch den neuen Dämonen Harvester, die Waffe UAC EMG Pistol und das Ausrüstungs-Item Kinetic Mine erweitert. Hinzu kamen einige neue optische Anpassungsmöglichkeiten für den Doom-Marine.
Seit dem 20. Juli 2017 sind mit dem „Update 6.66“ sämtliche Erweiterungen in das Hauptspiel integriert worden, wodurch jeder Besitzer oder Neukäufer des Hauptspiels die Erweiterungen kostenfrei erhielt.

## Rezeption
Doom erhielt nach Veröffentlichung überwiegend positive Kritiken. Metacritic verzeichnet (Stand: 21. Mai 2016) einen aggregierten Metascore von 84/100.
Innerhalb von zwei Wochen nach Release wurde Doom mehr als eine halbe Million Mal über die Internet-Vertriebsplattform Steam verkauft. Im Juli 2017 wurde die Marke von zwei Millionen Kopien auf Steam erreicht. Das Spiel wurde mehrfach ausgezeichnet:
- The Game Awards 2016[38]
  - Best Action Game
  - Best Music/Sound Design
- DICE Awards[39]
  - Outstanding Achievement in Original Music Composition
- SXSW Gaming Awards 2017[40]
  - Excellence in Gameplay
  - Excellence in Musical Score

Auf der Electronic Entertainment Expo 2017 (E3) kündigte Bethesda einen Ableger namens Doom VFR für die Virtual-Realtiy-Brillen PlayStation VR und HTC Vive an. Auf der E3 2018 wurde die Entwicklung eines Nachfolgers unter dem Titel Doom Eternal angekündigt.